# Un uomo brizzolato e le due amanti
Un uomo brizzolato e le due amanti (in greco 'Ἀνὴρ μεσαιπόλιος καὶ δύο ἐρωμένας, Anēr mesaipolias kai duo erōmenas), conosciuta anche come Un uomo di mezz'età e le due amanti o Un uomo brizzolato e le due donne, è la favola XXXI  di Esopo.

## Trama
Un uomo brizzolato aveva due amanti, una più vecchia e una più giovane. La più anziana, vergognandosi di stare insieme ad un uomo più giovane, quando lui veniva da lei, gli toglieva i capelli neri. La più giovane, volendo nascondere di avere un amante più vecchio, gli strappava i capelli bianchi. Così accade che l'uomo, essendogli strappati i capelli da entrambe, diventava pelato.

## Morale
La favola insegna che l'anomalo è dannoso.

## Adattamenti
La favola, come altri racconti di Esopo e di Fedro, è stata riadattata da Jean de La Fontaine in una poesia, nota come "Un uomo stagionato e le due Amanti", la numero XVII della sua prima raccolta.

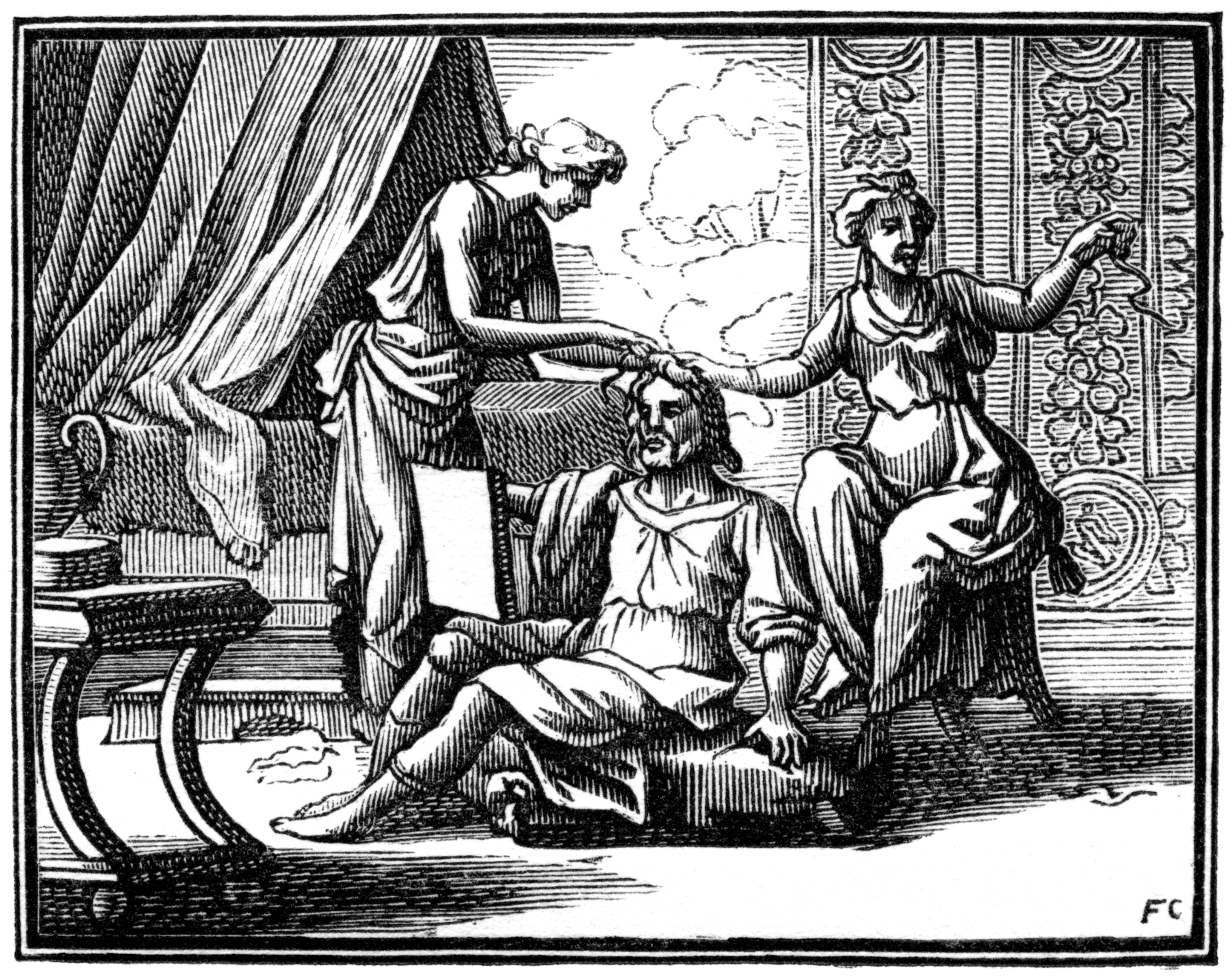
Illustrazioni per le "Favole selezionate messe in versi da M. de la Fontaine", Claude Barbin e Denys Thierry, Parigi, 1668 (prima raccolta).